# VIH/sida en Brasil

Símbolo internacional que representa la lucha contra el sida.

El VIH/sida tuvo su primer caso identificado en 1982. Las tasas de infección aumentaron de manera exponencial a lo largo de la década de 1980, y en 1990 el Banco Mundial predijo, unos 1 200 000 casos para el año 2000, aproximadamente el doble de la cantidad real que informó más tarde el Ministerio de Salud de Brasil y la mayoría de las organizaciones internacionales.
Con frecuencia se cita la experiencia brasileña como un modelo para otros países en desarrollo que enfrentan la epidemia del sida, incluyendo las políticas controversiales a nivel internacional del Gobierno Brasileño, tal como el suministro universal de drogas antirretrovirales (ARV), las políticas sociales progresistas enfocadas hacia los grupos en riesgo, y la colaboración con organizaciones no gubernamentales.

## Historia
El primer caso de sida en Brasil se reportó en 1982. La respuesta de Brasil sobre el sida se elaboró en 1985, justo después de que el país había retornado de un régimen militar hacia la democracia, en momentos en que solo cuatro casos de sida se habían registrado. El Ministerio de Salud de Brasil sentó las bases para un Programa Nacional de Control de sida (NACP) que se estableció en 1986, y en 1987 se puso bajo la tutela de la Comisión Nacional de Control de Sida, un grupo integrado por científicos y miembros de las organizaciones de la sociedad civil. El programa se reorganizó de nuevo en 1992 con más énfasis en los vínculos entre el gobierno y las organizaciones no gubernamentales (NGO). El Proyecto I de sida ganó $90 millones de dólares en fondos nacionales y un préstamo de $160 millones de dólares del Banco Mundial entre los años 1992 y 1998. El Proyecto II de Sida, que también se compone tanto de fondos nacionales como de un préstamo del Banco Mundial, ascendió a $370 millones entre los años 1998 y 2002.
En 1990, el año en que más de 10 000 nuevos casos fueron reportados, el Banco Mundial estimó que Brasil tendría 1 200 000 infectados para el año 2000. Sin embargo, para el año 2002, había un estimado de menos de 600 000 infectados, menos de la mitad de lo que se predijo.

## Las políticas del gobierno

### Suministro Universal de ARV
El único elemento más controversial de la respuesta brasileña al VIH/sida sigue siendo el suministro universal gratuito de drogas antirretrovirales (ARV), incluyendo los inhibidores de proteasa, a partir de diciembre de 1996 con la Ley Federal 9313. Las directrices para el tratamiento antirretroviral (ART) se formulan anualmente a cargo de un Comité de Apoyo, que determina las directrices del diagnóstico y el contenido del cóctel antirretroviral. En el año 2003, 125 000 brasileños recibieron tratamiento antirretroviral gratuito, lo que representa el 100% del total de los casos de sida registrados, pero solo el 20% de los casos estimados de sida.</ref> In 2003, 125 000 Brazilians received free ART treatment, accounting for 100% of the total registered AIDS cases but only 20% of the estimated AIDS cases.
El tratamiento antirretroviral (ART) tradicionalmente se vio como demasiado costoso para los sectores de escasos recursos en los países en desarrollo, ya que se cree que tienen poca capacidad de adhesión a los tratamientos complicados. Sin embargo, un estudio en Brasil efectuado en el año 2004 sobre 322 consultas de pacientes externos, que comprende 87 000 pacientes, reveló que la tasa de adhesión era de 75%. Algunos autores también argumentan que si se toma en cuenta el descenso de las admisiones en los hospitales y de la atención ambulatoria, la política de suministro universal para el tratamiento ART ha acumulado un ahorro neto de aproximadamente $200 millones.
En lo que respecta a Brasil, algunos han cuestionado el grado de cuyas mejoras en la salud pública se pueden atribuir al tratamiento antirretroviral, si se compara con otros factores. Por ejemplo, un documento de trabajo de investigación sobre la Política del Banco Mundial que se emitió en el año 2002, establece lo siguiente:
El impacto causado por la introducción de medidas terapéuticas, como los antirretrovirales en sus diferentes composiciones y asociaciones y / o las medidas de promoción de la salud y de protección, a pesar de que son evidentes, hasta el momento no ha sido completamente explorado.
Un estudio del año 2003, basado en la información de los diagnósticos que se presentaron en Brasil en los años 1995 y 1996, encontró que el tratamiento antirretroviral fue el único y máximo vaticinador de supervivencia. Los autores demuestran que variantes como el año del diagnóstico, la educación superior, la categoría de exposición sexual, el sexo, y la presencia de patógenos específicos, contribuyó al pronóstico de supervivencia que se estableció en un análisis univariado. Sin embargo, en un análisis multivariado solo el tratamiento antirretroviral, los criterios del diagnóstico, y la categoría de transmisión se mantuvieron de manera significativa. En fin, los autores determinaron que ningún factor que no fuere el tratamiento antirretroviral (ART)"razonablemente podría explicar el gran incremento en la supervivencia que se observó" entre los años 1980 y 1996. The authors conclude that no factor other than ART "could reasonably explain the very large increase in survival observed" between the 1980s and 1996.

## Políticas sociales
La respuesta de Brasil se ha caracterizado por llegar a los grupos que representan un alto porcentaje de la transmisión de sida, incluyendo las relaciones con las organizaciones no gubernamentales. Por ejemplo, a diferencia de muchas partes del mundo, se dio prioridad desde un principio y de manera agresiva al uso de condones. El uso del condón en la primera relación sexual aumentó de 4% en 1986 al 48% en 1999 y al 55% en 2003, impulsado por los programas del gobierno para aumentar el conocimiento, disminuir el precio, y aumentar la disponibilidad de condones. Los grupos de prostitutas se involucraron con la distribución del material de información y los preservativos. Del mismo modo,se implementaron programas sobre el intercambio de agujas. El predominio del VIH entre los usuarios de drogas inyectables (UDI) se redujo de 52% en 1999 al 41,5% en 2001. Se implementaron doce programas sobre el intercambio de agujas entre 1994 y 1998. Cuarenta de ellos se implementaron antes del año 2000, con la distribución de 1 500 000 jeringuillas en solo un año. El predominio del VIH entre los UDI disminuyó dramáticamente aún más en algunas ciudades. En el año 1988, se implementó pruebas exhaustivas de detección a nivel nacional en los bancos de sangre y en 1986, se estableció un programa similar en São Paulo. Sin embargo, los resultados de estos programas no se llevaron a cabo en su totalidad sino hasta el año 2000, como resultado del período de incubación del virus, pero nuevos casos debido a la transfusión de sangre se convirtió prácticamente inexistente en ese momento y se está considerando nuevas y más eficaces pruebas de ácido nucleico. De manera similar, la transmisión de madre a hijo fue prácticamente erradicada, disminuyendo a una tasa de transmisión de 3%, un nivel que se compara a la mayoría de los países desarrollados, con la implementación de regímenes de tratamiento de zidovudina para la madre y el niño y las recomendaciones en contra de la lactancia materna.

## Conflicto Internacional

### Las patentes de las drogas
El costo promedio anual del tratamiento antirretroviral (ART) por paciente en 1998 fue de $4459, en comparación con el costo de más de $10 000 en la mayoría de los países desarrollados, dando un total de solo $242 millones por año. Sin embargo, en el año 2001 Brasil fabricó en el país ocho de las doce drogas incluidas en el cóctel nacional de ARV, y en el 2003 y 2005, ocho de las quince. Si todas las drogas fueran importaciones patentadas, se incrementaría en un 32% el costo de estos programas de ARV. En el período comprendido entre el año 1996 y 2000, Brasil redujo los costos de tratamiento en un 72.5% a través de sustitución importada. En comparación, el precio de las importaciones se redujo en solo 9.6%. Brasil se ha ahorrado más de $1.1 billones de dólares EE. UU. en el costo para proporcionar la entrada universal al tratamiento antirretroviral mediante la producción genérica de medicamentos antirretrovirales.

El Artículo 71 de la ley de patente brasileña de 1997, establece que los productos extranjeros se fabriquen en Brasil dentro de un plazo de tres años de haberse recibido la patente. Si se diera el caso del incumplimiento por parte de una empresa extranjera, Brasil puede autorizar a una empresa local para que inicie la producción de la droga, sin el consentimiento del titular de la patente, una táctica conocida como "concesión de licencia obligatoria" o "un tanto de regateo y como último recurso". Además, el artículo 68 autoriza la "importación paralela" desde el más bajo licitador de genéricos internacionales, eliminando así de manera eficaz el monopolio del titular de la patente.
Presionado por los grupos de presión de farmacéuticos nacionales, los EE. UU. desafió el Artículo 68 dentro del marco del régimen de Acuerdo sobre los Aspectos Relacionados con el Comercio de los Derechos de Propiedad Intelectual (TRIP) de la Organización Mundial del Comercio, por supuestamente discriminar en contra de los productos importados. El Artículo 71, para disgusto de la mayoría de las empresas, no se incluyó en la queja. Además, los EE. UU. colocó a Brasil en la lista de vigilancia "Especial 301", estableciendo la posibilidad de "sanción unilateral", y las empresas de forma individual amenazaron con retirarse del todo del mercado brasileño. Brasil argumentó que la ley solo se aplica en los casos donde el titular de la patente abuse de su poder económico, una laguna expresamente permitida por el Acuerdo TRIP. Los defensores de los derechos de propiedad intelectual (IPR) en todo el mundo condenaron las acciones del gobierno brasileño. Por ejemplo, Slavi Pachovski, miembro del Instituto para el Comercio, Normas y Desarrollo Sostenible, argumenta:
Si esta tendencia procede, será una pandemia mundial de sida que crecerá sin control debido a que la acción brasileña destruirá todo el orden jurídico que es la base para el desarrollo de nuevos fármacos e investigaciones permanentes.
Las compañías farmacéuticas no solo estaban temerosas de la pérdida inmediata del mercado brasileño, sino de las implicaciones mayores si otros países en desarrollo adoptasen el ejemplo de Brasil. Los grandes países en desarrollo, como Argentina e India, con una gran capacidad industrial y la evolución de regímenes de propiedad intelectual son el verdadero "elefante en la habitación".
Por primera vez, Brasil se acogió al Artículo 71 el 22 de agosto de 2001, cuando José Serra, Ministro de Salud de Brasil, autorizó a "Far Manguinhos", una empresa farmacéutica brasileña, para que fabricase Nelfinavir, un fármaco patentado por Pfizer pero con licencia de Roche en el mercado brasileño. Esta acción unilateral provocó una oleada de negociaciones entre Roche y Merck en donde se acordó reducir de 40% a 65% los precios de cinco fármacos. Un aviso por parte del gobierno brasileño señaló que "La fabricación local de la mayoría de los fármacos utilizados en el cóctel contra el sida no es una declaración de guerra en contra de la industria farmacéutica. Realmente se trata de una lucha por la vida".
En mayo de 2007, Brasil lanzó por primera vez una amenaza sobre la concesión de licencias obligatorias con relación al fármaco Efavirenz el cual es fabricado por Merck.
Los acuerdos firmados el 14 de noviembre de 2001, con motivo de la Conferencia de la Organización Mundial del Comercio (OMC) llevada a cabo en Catar, reafirmó que el Acuerdo TRIP "no impide ni debería impedir que sus miembros adopten medidas para proteger la salud pública", incluyendo "los medicamentos para toda su población". Ese mismo año, la Comisión de Derechos Humanos de las Naciones Unidas ratificó por unanimidad, con la excepción de la abstención de los Estados Unidos, que el acceder a las drogas contra el sida constituía un derecho humano.

## Prostitución
Dos leyes de los Estados Unidos del año 2003, una relacionada con el sida y la otra sobre el tráfico sexual, estableció de forma obligatoria a todos los beneficiarios de ayuda por parte de los EE. UU. a firmar un compromiso denunciando la prostitución, incluso si los fondos de los EE. UU. no se utilizan para proyectos directamente relacionados con la prostitución. En el año 2005, Brasil, en nota dirigida a la Agencia de los Estados Unidos para el Desarrollo Internacional (USAID), se niega a condenar la prostitución, rechazando de forma rotunda el resto de un otorgamiento de ayuda por $48 millones entre 2003 y 2006. En el año 2006, la USAID oficialmente declaró a Brasil no apto para renovar el otorgamiento para la prevención del sida, porque Brasil se niega a condenar la prostitución como "deshumanizante y degradante".
Brasil consideró que su asociación con las prostitutas era fundamental para llevar a cabo en su totalidad la estrategia para la prevención del sida, con relación a la distribución de anticonceptivos, la educación al público acerca de la enfermedad, y las pruebas voluntarias. Un folleto elaborado por el Ministerio de Salud muestra a un personaje, "María Sin Vergüenza", una trabajadora del sexo muy ligeramente vestida que alienta a las prostitutas a que se sientan orgullosas de su trabajo y que utilicen los condones. Pedro Chequer, director del Programa Nacional de Lucha contra el sida de Brasil, fue citado al declarar que "no podemos controlar la enfermedad con principios que son maniqueístas, teológicos, fundamentalistas y chiitas" y "las trabajadoras del sexo son parte de la implementación de nuestra política contra el sida y de la decisión de cómo promocionarla. Ellas son nuestros socios. ¿Cómo podríamos solicitarles a las prostitutas que adopten una postura en contra de ellas mismas?" A pesar de que Brasil tiene la población más grande de católicos en el mundo, la Iglesia católica en Brasil no ha exigido la abstinencia, solo estrategias de prevención, expresando únicamente "leves quejas" intermitentes con relación a los programas del gobierno que se niega a reconocer los temas de moral o religiosos.

## ¿Un modelo brasileño?
El Ministro de Salud de Brasil, José Serra, declaró en el año 2001 que "Nuestro ejemplo podría servir como un modelo para los otros países de América Latina, el Caribe, incluso de África. Todo el mundo tiene derecho a acceder a estas terapias". Algunos eruditos, como Levi y Vitória, argumentan que el modelo brasileño solo se puede llevar a cabo en otros países con niveles parecidos de desarrollo económico y de los sectores de la sociedad civil. Galvão argumenta que las condiciones locales únicas en Brasil hacen difícil la implementación de la experiencia brasileña en otras regiones debido a sus propios problemas y estructuras locales.
La revista "The Economist" acogió favorablemente una posición de las Naciones Unidas con relación a que "ningún país en desarrollo ha tenido más éxito en la lucha contra el sida que Brasil".